# 社迳乡
社迳乡，是中华人民共和国江西省赣州市全南县下辖的一个乡镇级行政单位。

## 行政区划
社迳乡下辖以下地区：
社迳村、炉迳村、老屋村、塔下村、当迳村、江口村和水东村。